# Philly Falzone
Philly Falzone interpretat de Al Sapienza, este un personaj din serialul de televiziune Prison Break difuzat de Fox.